# Palmasola
Palmasola ist eine Gefangenenstadt in Bolivien. Es handelt sich um eine abgeschlossene Hüttensiedlung, die Ende der 1980er Jahre errichtet wurde, etwa zehn Kilometer südlich des Stadtzentrums von Santa Cruz im Ortsteil Palmasola gelegen. Die Gefangenensiedlung ist ringsum mit einer doppelten Mauer und Stacheldraht abgeriegelt und wird von außen bewacht. Sie wird von etwa 6.000 verurteilten Verbrechern und Untersuchungshäftlingen, Männern und Frauen, bewohnt, die innerhalb der Mauern sich selbst überlassen sind. Ein Teil der Gefangenen lebt in der Stadt zusammen mit weiteren Familienangehörigen, welche sich frei aus dem Gefängnis herausbewegen dürfen, darunter viele Kinder.
Am 14. März 2018 drang die bolivianische Polizei mit zweitausend Mann und einem Aufgebot von Antiterroreinheiten in die Haftanstalt ein. Ziel war, die Gefangenenregierung um deren Präsidenten Victor Hugo Escobar alias "El Oti" zu entmachten. Es kam zu bürgerkriegsähnlichen Auseinandersetzungen zwischen den Inhaftierten und den Polizeieinheiten mit vielen Toten und Verletzten. "El Oti" wurde nach La Paz in das Gefängnis Chonchocoro verlegt, wo er wenige Tage später an den Folgen einer Messerstecherei starb.
Seit dem Militärpolizeieinsatz vom 14. März 2018 ist im PC4, dem Gefängnisdorf für männliche Insassen, das Zusammenleben mit Frauen und Kindern nicht mehr gestattet. Im PC 2, dem Frauentrakt, leben weiterhin Kinder bis zum zwölften Lebensjahr.

## Leben in der Gefangenenstadt
Die vorhandene Infrastruktur (Restaurants, in denen besseres Essen gekauft werden kann, ein Fitnessstudio, ein Friseurgeschäft und ein Fußballplatz) wird von den Insassen betrieben. Die Versorgung der Gefangenen erfolgt über eine Essensausgabe und besteht aus gekochten Schlacht- und Lebensmittelabfällen. Die Insassen erhalten keine Früchte, weswegen oft Mangelerscheinungen auftreten. Die Zustände in Palmasola sind schlecht. Im Sommer 2001 kam es zu ausgedehnten Gefangenenprotesten, Hungerstreiks und Aufruhr, der von der bolivianischen Polizei blutig niedergeschlagen wurde. Viele Gefangene warten seit Jahren vergeblich auf ein Gerichtsverfahren.
Innerhalb Palmasolas herrscht ein Regiment aus Bandenbossen.  Die Ordnung wird von einer „Disciplina“ genannten Truppe aus Gewaltverbrechern aufrechterhalten, der ein sogenannter „Präsident“ vorsteht. Hinzu kommen Auftragsmörder. Schmuggler schleusen alles in die Stadt, was von den Insassen gewünscht wird und bezahlt werden kann. Drogen sind in Palmasola weit verbreitet.

## Theater- und Filmproduktionen über Palmasola
2019 erarbeitete der Regisseur Christoph Frick mit einem gemischt bolivianisch-europäischen Team die Dokumentartheater-Produktion "Palmasola - eine Rechercheproduktion über die gleichnamige Haftanstalt in Santa Cruz de la Sierra". Die Voraufführungen fanden am FITCRUZ - Festival Internacional de Teatro Santa Cruz statt. Es folgte eine Europapremiere an der Kaserne Basel und eine Tournee in der Schweiz und Deutschland.
Die Theaterproduktion wurde intensiv in der bolivianischen Presse besprochen, aber auch die deutschsprachigen Fachzeitschriften Theater der Zeit und Theater Heute reisten nach Santa Cruz de la Sierra, um über die Theaterproduktion zu berichten.
Die Folge Palmasola – Dorf hinter Gittern von Carmen Butta aus der Reihe 360° – Die GEO-Reportage aus dem Jahr 2002 beschreibt das Leben in Palmasola.